# Bureau Kijk in de Vegte
Bureau Kijk in de Vegte was een radioprogramma op de Nederlandse radiozender NPO Radio 2. Het programma werd van 4 januari 2015 tot en met 22 december 2019 op zondag, tussen 12:00 en 14:00 uur uitgezonden door KRO-NCRV. Bureau Kijk in de Vegte werd gepresenteerd door Jeroen Kijk in de Vegte. Invalpresentatoren waren Wouter van der Goes en Paul Rabbering. De sidekick was Sanne Blankena, de invalsidekick was Jasper Smit.
In het programma zocht presentator Kijk in de Vegte naar antwoorden op vragen van luisteraars over alledaagse zaken. Luisteraars konden vragen insturen, waarna het productieteam op zoek ging naar antwoorden op deze vragen. Het antwoord kwam dan meestal van een kenner op het desbetreffende gebied. Het programma gaf '100% antwoordgarantie'.
Vaste programma-onderdelen waren: de 'Muziekles van Robbie S.', waarin Rob Stenders anekdotes en andere verhalen vertelt bij de gedraaide muziek,
de rubriek 'Mijn moeder zei altijd...', waarin experts kijken of de adviezen van Jeroens moeder op waarheid berusten, en 'De borreltopper' ("jouw favoriete borrelfeitje vult de stilte op elk partijtje"), waarin wekelijks een luisteraar aan het woord kwam die schitterde met zijn of haar feitelijke kennis.
Het programma kwam in de plaats van het programma Hemelbestormers, dat eveneens door Kijk in de Vegte werd gepresenteerd. Na de laatste uitzending met Kijk in de Vegte nam Emmely de Wilt het programma over met de naam Bureau De Wilt.
Aan De Slag! · Afslag Thunder Road · Aje Tho! · Annemiekes A-lunch · Blokhuis · Bureau De Wilt · Bureau Kijk in de Vegte · Corné Klijns Soul Sensations · De Staat van Stasse · De Wild in de Middag · Echt Jasper · Funky Frank's · Giel ·Gijs 2.4 · Grand Café Kranenbarg · Helemaal Haandrikman · Het Platenpaleis · Hey JP! · Holy Hits · Jan-Willem Start Op! · Licence 2 Chill · Mega Album Top 50 · Motel De Wilt · Musical Moods · Muziekcafé · On the Beat · One Night Stenders · Het oor wil ook wat · Paul! · Rabbering Laat · Rarmarmar · RickvanV doet 2 · Rinkeldekinkel · Schiffers.fm · SHAY! · Simone's Songlines · Soul Night met One'sy · Spijkers met koppen · Thank God It's Sunday · The Best of 2night · The Big Frank Show · Thijs · Tijd voor Twee · Van Inkels Choice · Verrukkelijke 15 ·  VrijZaZo Show · Vroeg op Frank · 't Wordt Nu Laat · WILDGROEI · Wout2Day · Yora en Sander, Sander en Yora